# GP-30
Der GP-30 (russisch ГП-30, Гранатомёт Подствольный, Granatomjot Podstwolnyj, auf Deutsch: Unterlauf-Granatwerfer) ist eine Infanteriewaffe, die für die sowjetischen Streitkräfte entwickelt wurde. Der GRAU-Index der Waffe lautet 6G21.

## Technik und Einsatz

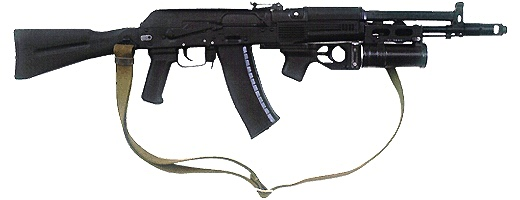
AK-107 mit GP-25

Das Ursprungsmodell GP-25 wurde bereits in den 1970er Jahren entwickelt und 1978 in die Ausrüstung der Sowjetarmee übernommen. Der überarbeitete Entwurf GP-30 war leichter, kürzer und weniger aufwändig herzustellen. Das Visier wurde an der rechten Seite installiert. Im Jahr 1989 erfolgte die offizielle Übernahme ins Arsenal der Streitkräfte. Wie der Vorgänger wird der Werfer unter dem Lauf von Sturmgewehren montiert. Zum Einsatz kommt er zum Beispiel an der AK-74 oder der AK-107.
Er ist damit das russische Gegenstück zum amerikanischen Granatwerfer M203. Im Gegensatz zum M203 wird der Werfer durch die Laufmündung geladen. Das Betätigen des Abzuges spannt zuerst das Schlagstück und löst dann den Schuss aus.
Aus der Waffe können Granaten verschossen werden, unter anderem:
- WOG-25: Splittergranate
- WOG-25P: Spring-Splittergranate; springt nach dem Aufschlag etwa einen Meter hoch und detoniert dann
- GRD-40: Rauchgranate